# 海伦娜 (阿拉巴马州)
海伦娜（英語：Helena），是美国阿拉巴马州下属的一座城市。面积约为20.35平方英里（约合52.69平方公里）。根据2010年美国人口普查，该市有人口16,793人，人口密度为825.41/平方英里（约合318.71/平方公里）。